# ISO 3166-2: GP
ISO 3166-2:GP é a entrada para a Guadalupe na ISO 3166-2, parte do ISO 3166 padrão publicado pela Organização Internacional de Normalização (ISO), que define códigos para os nomes das principais subdivisões (por exemplo, províncias ou estados) de todos os países codificados em ISO 3166-1.
Atualmente, nenhum código ISO 3166-2 está definido na entrada para Guadalupe.
Guadalupe, uma região ultramarina/departamento da França, é oficialmente designada com o código ISO 3166-1 alfa-2 GP. Além disso, também é atribuído o código ISO 3166-2 FR-971 na entrada para França.